# Kalanchoe subrosulata
Kalanchoe subrosulata är en fetbladsväxtart som beskrevs av M. Thulin. Kalanchoe subrosulata ingår i släktet Kalanchoe och familjen fetbladsväxter. Inga underarter finns listade i Catalogue of Life.